# Хшанув (Нижньосілезьке воєводство)
Хшанув (пол. Chrzanów) — село в Польщі, у гміні Кобежиці Вроцлавського повіту Нижньосілезького воєводства.
Населення — 169 осіб (2011).
У 1975—1998 роках село належало до Вроцлавського воєводства.

## Демографія
Демографічна структура станом на 31 березня 2011 року:
|          | Загалом | Допрацездатний вік | Працездатний вік | Постпрацездатний вік |
| -------- | ------- | ------------------ | ---------------- | -------------------- |
| Чоловіки | 87      | 18                 | 62               | 7                    |
| Жінки    | 82      | 11                 | 55               | 16                   |
| Разом    | 169     | 29                 | 117              | 23                   |